# Великий Личак
Великий Личак (рос. Большой Лычак) — хутір у Фроловському районі Волгоградської області Російської Федерації.
Населення становить 1012  осіб. Входить до складу муніципального утворення Большеличакське сільське поселення.

## Історія
Хутір розташований у межах українського історичного та культурного регіону Жовтий Клин.
Згідно із законом від 14 лютого 2005 року № 1002-ОД органом місцевого самоврядування є Большеличакське сільське поселення.

## Населення
| 2002 | 2010  |
| ---- | ----- |
| 1150 | ↘1012 |